# Jarvis Cocker
Jarvis Branson Cocker britisk popstjerne født 19. september 1963 i Sheffield. Han er bedst kendt for at være forsanger i bandet Pulp. Cockers lyrik er en vigtig del af Pulps musik, lyrikken er ofte fyldt med mindreværdskomplekser og Cockers problemer med det modsatte køn og hans problemer med at passe ind i samfundets normer. Lyrikken er skrevet med en spydig og sarkastisk tone, men samtidig formår den at vise solidaritet med folk, der er sat udenfor samfundet.

## Baggrund
Cockers far, Mack Cocker, forlod familien da Jarvis var 7 år. Mack emigrerede til Australien og blev en respekteret radio-dj. (Han fik jobbet ved at sige at han var bror til Joe Cocker, som også er fra Sheffield.)
Cocker havde en hård tid i skolen. Han var et hoved højere end de andre, han var den eneste i sin klasse, der var langhåret, og samtidig havde han et meget specielt fornavn. Samtidig med dette blev han tvunget til at gå i de læderbukser, som hans onkels familie sendte til ham. Cocker passede ikke ind i billedet, og han blev hurtig et mobningsoffer. 

Han havde heller ikke meget held med det modsatte køn, og han fik først sin første kæreste, da han var 19 år.
Han blev hurtigt tiltrukket af punkscenens individualitet, men da han gik til koncert med punkbandet The Stranglers, blev han skubbet rundt af publikum, fordi han ikke passede ind.[kilde mangler]
I 1985 faldt Cocker ud af et vindue, da han ville imponere en pige, og han måtte derefter sidde i kørestol. Han fortsatte dog med at spille koncerter med Pulp, men det gav ham tid til at tænke over tingene, og Cocker indså at han blev nødt til at arbejde for at blive en popstjerne. 
Efter udgivelsen af His ’n’ Hers blev Cocker en meget populær og ofte set personlighed i britiske tv-programmer og han opnåede en status som nationalhelt og sexsymbol.

Da Jarvis Cocker i forbindelse med Brit Awards i 1996 invaderede scenen under Michael Jacksons koncert, måtte han sidde en nat inde for en ubegrundet anklage om at han skulle have skadet nogen af de børn som Jackson havde med på scenen.[kilde mangler] Cocker havde invaderet scenen for at protestere over den pædofilianklagede Jacksons sceneoptræden, som Cocker fandt usømmelig.
Berømmelsen havde dog en bagside, og efter at Jarvis Cocker var blevet mere berømt end nogensinde med Pulps udgivelse af Different Class, begyndte presset fra pressen at gøre Cocker stresset og deprimeret, og han var tvunget til at forlade hans kæreste igennem flere år. 

## Uden for Pulp
Cocker har instrueret musikvideoerne til Nightmares on Wax' "Aftermath" (1991) og Aphex Twins "On" (1993). 
I 1999 skrev Cocker sange til den Sheffieldbaserede electronicaduo All Seeing I; blandt andet hittet "Walk Like a Panther" der havde crooneren Tony Christie som vokalist. Cocker medvirkede også selv på albummet. Af andre kendte gæstevokalister kan nævnes Philip Oakley fra The Human League. Alle medvirkende havde det tilfælles, at de kom fra Sheffield.

Cocker har også skrevet sange for store navne som Marianne Faithfull og Nancy Sinatra. 

Desuden har han medvirket på numre med David Arnold (Mark Webber og Steve Mackey fra Pulp spiller også med på nummeret), Lush, Barry Adamson, The Pastels og Alpha. Derudover kan han høres duellere i synthesizer med Brian Eno på UNKLE-nummeret "I Need Something Stronger".
I 2003 udgav han sammen med Richard Hawley (live-guitarist for Pulp og medlem af Add N To (X) og The Longpigs) og Jason Buckle (medlem af The Fat Truckers) et album under navnet Relaxed Muscle. Cocker optrådte her under pseudonymet ”Darren Spooner”.
Jarvis Cocker medvirker på soundtracket til Harry Potter- The Goblet of Fire med tre numre. Det var oprindeligt tænkt, at filmen skulle indeholde en scene med Jarvis som forsanger for bandet "The Wyrd Sisters". Scenen blev skåret ud af biografversionen, men kan findes på dvd-udgaven. 
Jarvis skulle efter eget udsagn være på vej i studiet med et soloalbum i foråret 2006.